# In Old Kentucky (film 1919)
In Old Kentucky è un film muto del 1919 diretto da Marshall Neilan.
Fu uno degli adattamenti cinematografici del lavoro teatrale di Charles T. Dazey che era già stato portato sullo schermo nel 1909 da un altro In Old Kentucky diretto da David W. Griffith.

## Trama
La giovane Madge Brierly, una semplice ragazza senza nessuna istruzione che vive tra le Blue Ridge Mountain, si innamora di Frank Layson, un aristocratico che si trova lì in vacanza e che ha impedito a un profittatore, Horace Holten, di mettere le mani sulle terre, ricche di carbone, della ragazza. Per vendicarsi, Holten racconta a Joe Lorey, un contrabbandiere innamorato di Madge, che Frank è un agente delle Entrate. Joe, allora, aggredisce il supposto agente che, però, viene salvato da Madge che porta Frank a casa sua. Lì, il giovane comincia a insegnarle a leggere e a scrivere. Madge riesce anche a salvare il cavallo di Frank, un purosangue di nome Queen Bess. Holten, intanto, mette in atto un piano per rovinare finanziariamente Layson che ha investito tutto il denaro di famiglia nel derby del Kentucky, ubriacandogli il fantino che dovrebbe montare la cavalla. Madge si traveste e, al nastro di partenza, si presenta lei in sella a Queen Bess, portandola alla vittoria.
Madge lascia la sua abitazione senza farsi vedere da nessuno e trova i Night Riders a caccia di Lorey. Dopo che lei li ha convinti che è stato Holten a uccidere anni prima suo padre e che, adesso, è stato lui l'istigatore di Lorey, i cavalieri partono alla ricerca di Holten che, inseguito, cade da un dirupo e muore nella caduta.

## Produzione
Il film fu prodotto dalla Anita Stewart Productions e dalla Louis B. Mayer Productions.
Venne girato a Churchill Downs - 700 Central Avenue, a Louisville, nel Kentucky

## Distribuzione
Distribuito dalla First National Exhibitors' Circuit, il film uscì nelle sale cinematografiche statunitensi il 15 dicembre 1919. In Francia, fu distribuito dalla Pathé Frères il 26 novembre 1920 con il titolo Lis sauvage